# レッティンゲン
レッティンゲン (ドイツ語: Röttingen) はドイツ連邦共和国バイエルン州ウンターフランケン地方のヴュルツブルク郡に属す市でレッティンゲン行政共同体の本部所在地である。

## 地理

### 位置
レッティンゲンはヴュルツブルクの南約35kmのバイエルン州内に位置し、直接バーデン＝ヴュルテンベルク州と境を接している。この街はヴュルツブルク郡南端の街である。

### 気候
タウバー川周辺は、川の流れは豊ではあるが、その気候はバイエルン州内の比較的乾燥した地域に属す。また比較的温暖な地域でもあり、気温が30℃を超える夏日が30日程度ある一方、0℃を下回る冬日は10日ほどしかない。

### 市の構成
本市は、公式には4つの地区 (Ort) からなる。このうち小集落や孤立農場などを除く集落を以下に列記する。
- アウフシュテッテン
- レッティンゲン
- シュトリュート

## 歴史
この街の創成期は明らかでない。5世紀後半にアレマン人の "Ruoter族" （→ Ruotingen → Röttingen）が初めてレッティンゲンを築いたと推測されている。はっきりと文献に記録されたのは1103年であった。1275年にはレッティンゲンに都市権が授けられた。1298年、この街はリントフライシュ迫害運動の震源地となった。
最初はホーエンローエ家の所領であったが、後にヴュルツブルク司教領に移された。14世紀からレッティンゲンは代官の所在地となった。これは司教領主の支配領域拡大を意味している。

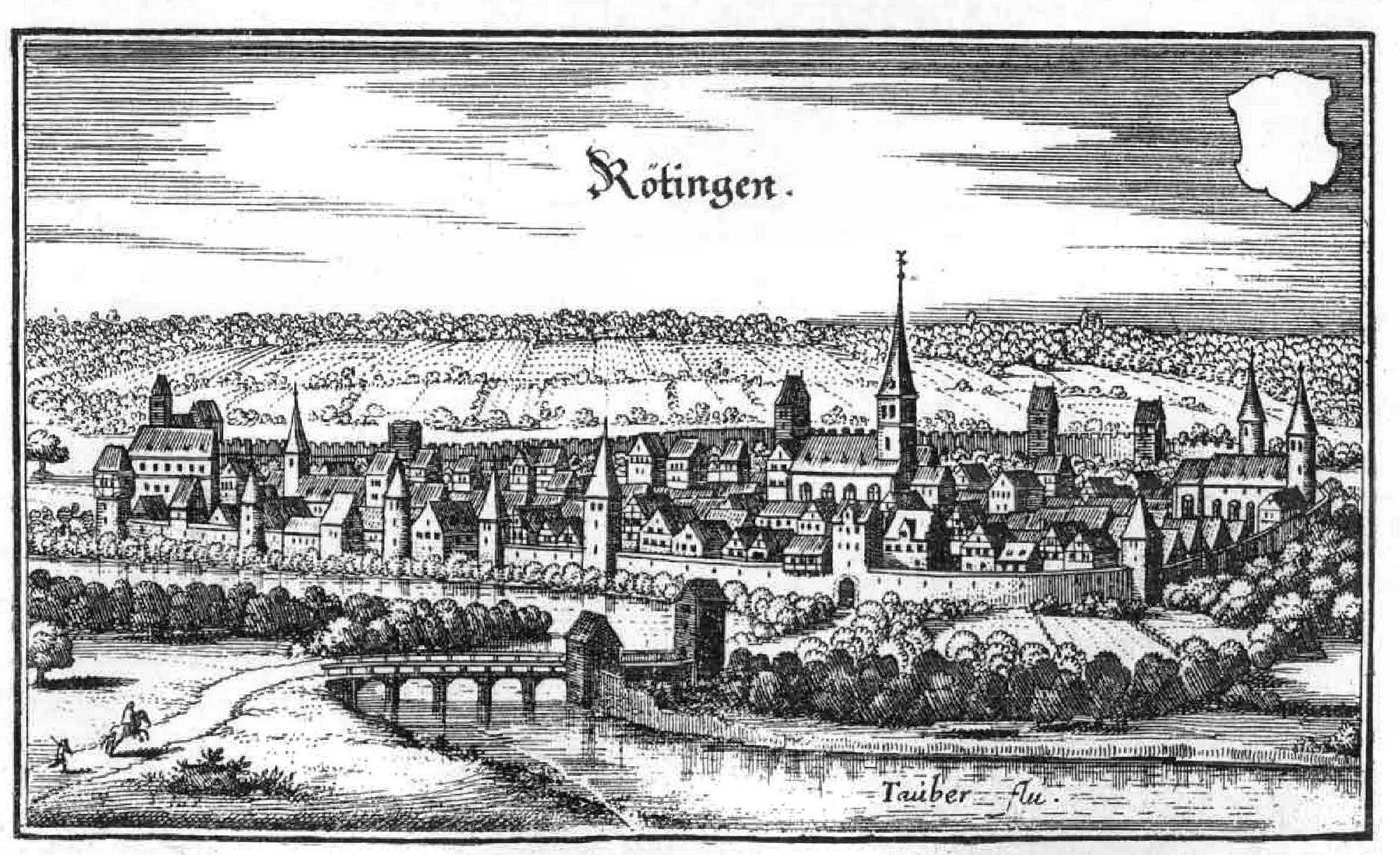
17世紀のレッティンゲン

ドイツ農民戦争は、レッティンゲンを無傷のままにして通り過ぎてはくれなかった。この街の経済活動はこの戦争で機能停止の状態となった。長年の司教領主支配下で初めてユリウス・エヒター・フォン・メスペルブルンはこの街の主にブドウ栽培に依存した経済を拡大強化した。三十年戦争ではレッティンゲンは4回も略奪や強奪の被害を受け、その後グスタフ2世アドルフの時代にタウバー渓谷は戦場となった。16世紀から17世紀の戦争で、この街と市民は廃墟の縁にまで追いやられた。
世俗化により、聖界諸侯領が廃止され、レッティンゲンはバイエルンのウンターマイン郡に属すこととなった。バイエルン王は1837年にフランケンをオーバー、ミッテル、ウンターフランケンの3つの分割した。1919年にレッティンゲンは独立した自治体となった。

### 人口
- 1970年 1,988人
- 1987年 1,733人
- 2000年 1,789人
- 2006年12月31日 1,663人

### 宗教
- ローマ・カトリック 95%
- プロテスタント 3%
- その他 2%

## 行政

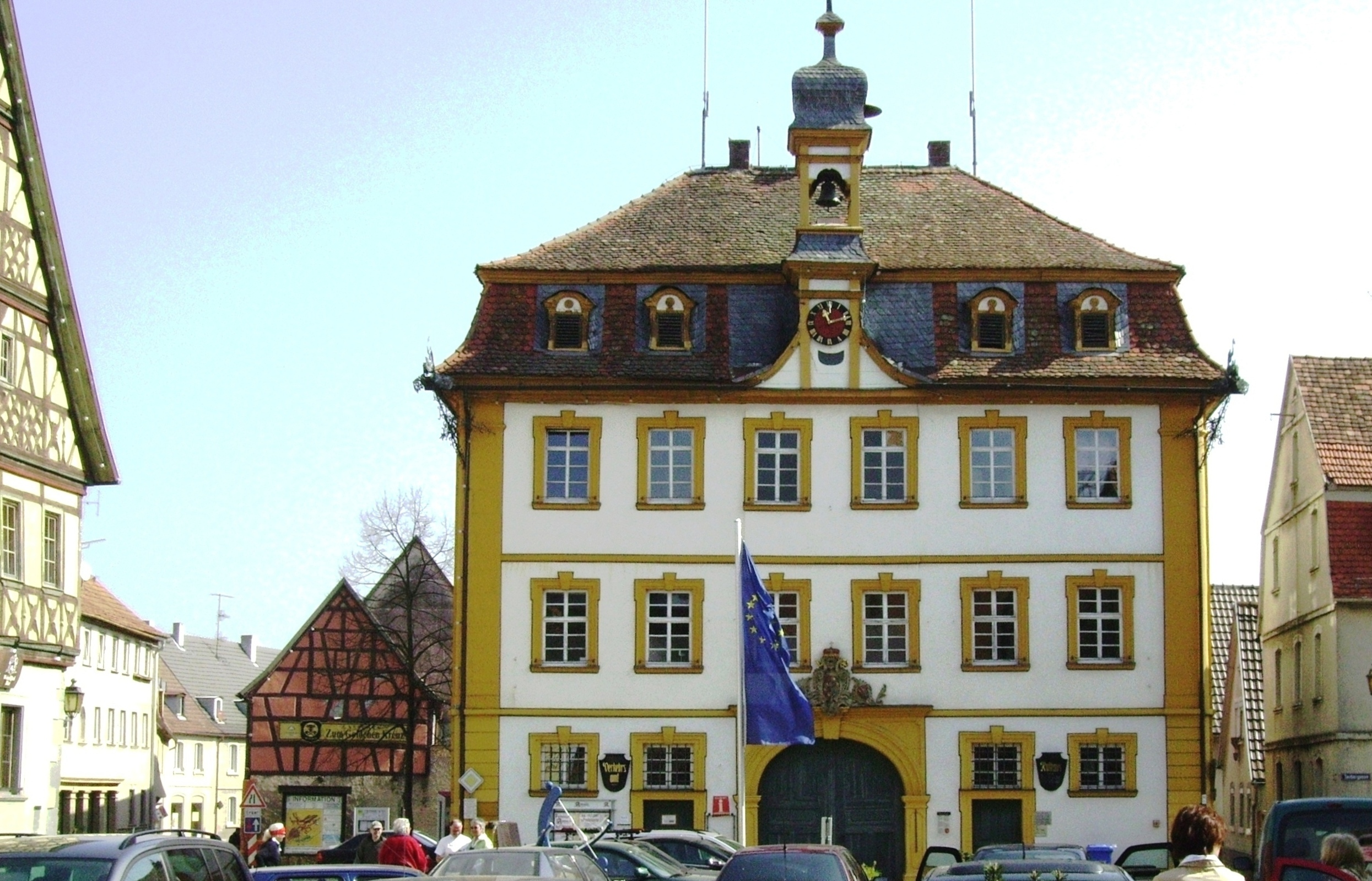
レッティンゲンの市庁舎

### 市議会
レッティンゲンの市議会は12議席からなる。

### 市長
2020年3月15日の市長選挙では、ヘルマン・ガーベル (Zukunft Röttingen) が 60.99 % の票を獲得して、新たな市長に選出された。

### 姉妹都市
- バート・ミッテンドルフ（オーストリア、シュタイアーマルク州）

## 経済
レッティンゲンはタウバー川沿いのワイン街である。「レッティンガー・フォイアーシュタイン」には広さ約30haのブドウ畑がある。このうち70%がミュラー＝ツルガウ種、20%がジルヴァナー種、10%がリースリング、トラミナー、ケルナー、ショイレーベ、バッカス、シュヴァルツリースリングなどのブドウ種が栽培されている。また、タウバーシュヴァルツという特別なブドウも作られている。この種は何世紀もこの地方で独占的に栽培され、熟成されているローカル種である。

## 文化と見所

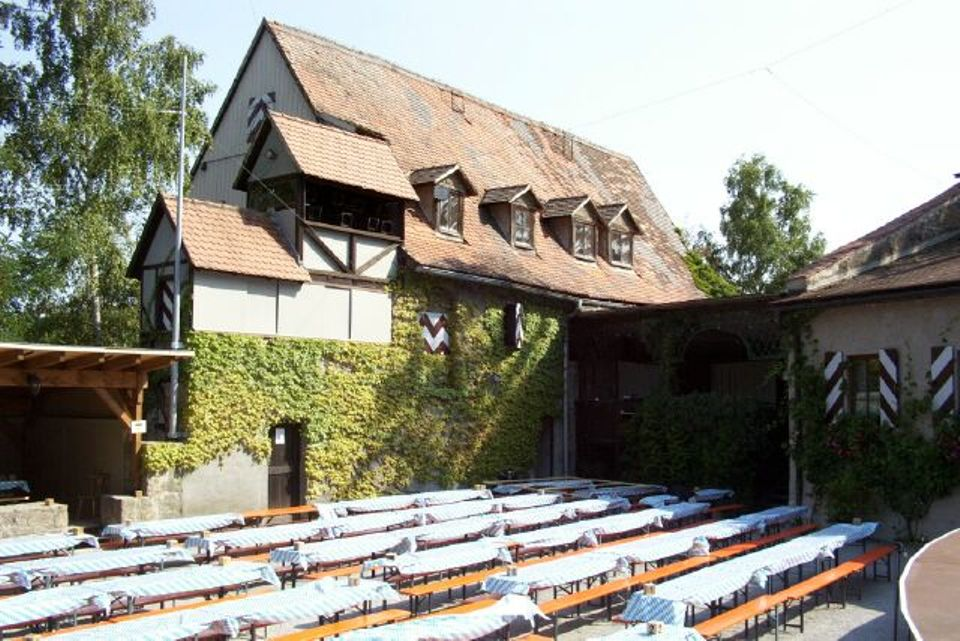
演劇祭の客席が設けられたブラッテンシュタイン城の中庭

### 演劇祭
ブラッテンシュタイン城の中庭では、1984年から毎年演劇祭が開催されている。

### 博物館
- バックスケラーのブドウ栽培小博物館: レッティンゲンのブドウ栽培の歴史を記録している。
- ブドウ畑博物館「フォイアーシュタイン」には博物館のブドウ畑がある。広さ1800m2の畑は、1950年代めでのブドウ栽培の歴史を示す3つの部分に分けられている。
- 市庁舎内には民俗文化や市の歴史を示す品物（古い家具、フランケン地方の民族衣装、ツンフトの長持や旗、武器、石器時代の出土品）が展示されている。

### 歴史的建造物

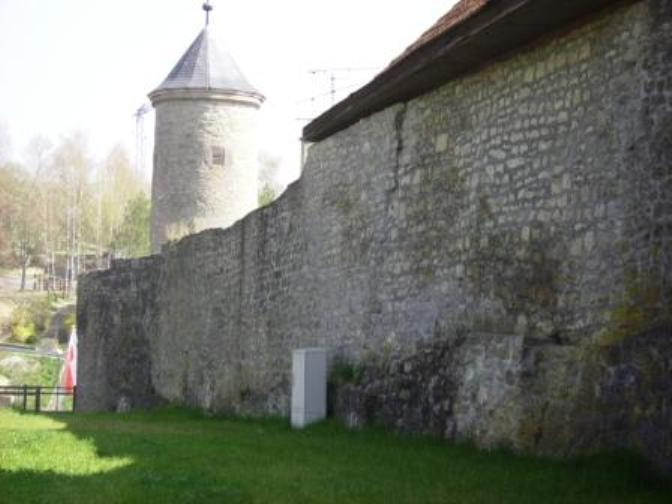
市壁とシュネッケン塔

- バロック様式の市庁舎（1750年）4階建て、切石造りの重厚な建物で、時計塔を載せたマンサード屋根（二重勾配の腰折れ屋根）や錬鉄製の噴水を持つ。
- ブラッテンシュタイン城（1230年に最初の文献記録が現れる）12 - 13世紀に中心部が造られ、17世紀の初めに大きく改造された。19世紀にはさらに改築されている。ベルクフリート（主塔）と堀の遺構が遺されている。
- 聖キリアン教区教会（13世紀）ホール式教会。中心部分は後期ロマネスク建築である。内陣部は14 - 15世紀に建てられた。1606年から1614年に改造がなされた。
- ホーハーバウ（13世紀）塔型の石造の基部に15世紀に木組み建築の上層が載る形の建物。かつてはドイツ騎士団の所有であった。
- 聖ゲオルク礼拝堂（15世紀）カトリックの墓地礼拝堂。長方形のホール式建築である。
- ユリウス・エヒター・シュティフト: 3階建て。細長いルネサンス建築で、1614年から15年にユリウス・エヒター・フォン・メスペルブルンによって建設された。現在は老人ホーム・養護ホームとして利用されている。
- 7つの良好な保存状態の塔を持つ市壁: 遺されている塔は、ミューレン塔、古いフントハイムの門塔、新しいフントハイムの門塔、シュヴァイネヒルテン塔、ヤーコプス塔、シュネッケン塔、リッパハ塔である。

### その他
- マルクト広場周辺や旧市街のあちこちに見応えのある木組み建築が多く遺されている。
- 1984年に33基の様々な日時計と配した日時計の回遊路が設けられた。
- ブラッテンシュタイン城のすぐ隣に、約70種の薬草や香辛料植物を有する「プラセルズスの小庭園」が設けられた。

## 定例行事
- レッティンゲン演劇祭: 毎年7月半ばから8月半ばにブラッテンシュタイン城の中庭で開催される。ヨハン・ネストリーの作品がよく上演される。
- ヨーロッパのワイン祭（聖霊降臨祭）
- レッティンゲン・ガウフォルクス・フェスト: 8月末。
- 公開文化財の日: 2009年9月13日に「グルメの歴史町」をテーマに開催された。
- 文化の日または文化の週末: 秋に開催される。

## ロマンティック街道
レッティンゲンは、1950年にアウクスブルクの市長の提案で制定された観光街道 ロマンティック街道に面している。この街道はヴュルツブルクからアウクスブルクの、バート・メルゲントハイム、ローテンブルク・オプ・デア・タウバー、フォイヒトヴァンゲン、ディンケルスビュール、ネルトリンゲン、ドナウヴェルトといった中世の佇まいを遺す旧市街を有する街を結んでいる。

## 引用
1. ↑  https://www.statistikdaten.bayern.de/genesis/online?operation=result&code=12411-003r&leerzeilen=false&language=de Genesis-Online-Datenbank des Bayerischen Landesamtes für Statistik Tabelle 12411-003r Fortschreibung des Bevölkerungsstandes: Gemeinden, Stichtag (Einwohnerzahlen auf Grundlage des Zensus 2011)
2. ↑  Bayerische Landesbibliothek Online
3. ↑  “Wahl des ersten Bürgermeisters - Kommunalwahlen 2020 in der Stadt Röttingen - Gesamtergebnis”. 2021年4月11日閲覧。